# 더블린 코프먼 고등학교

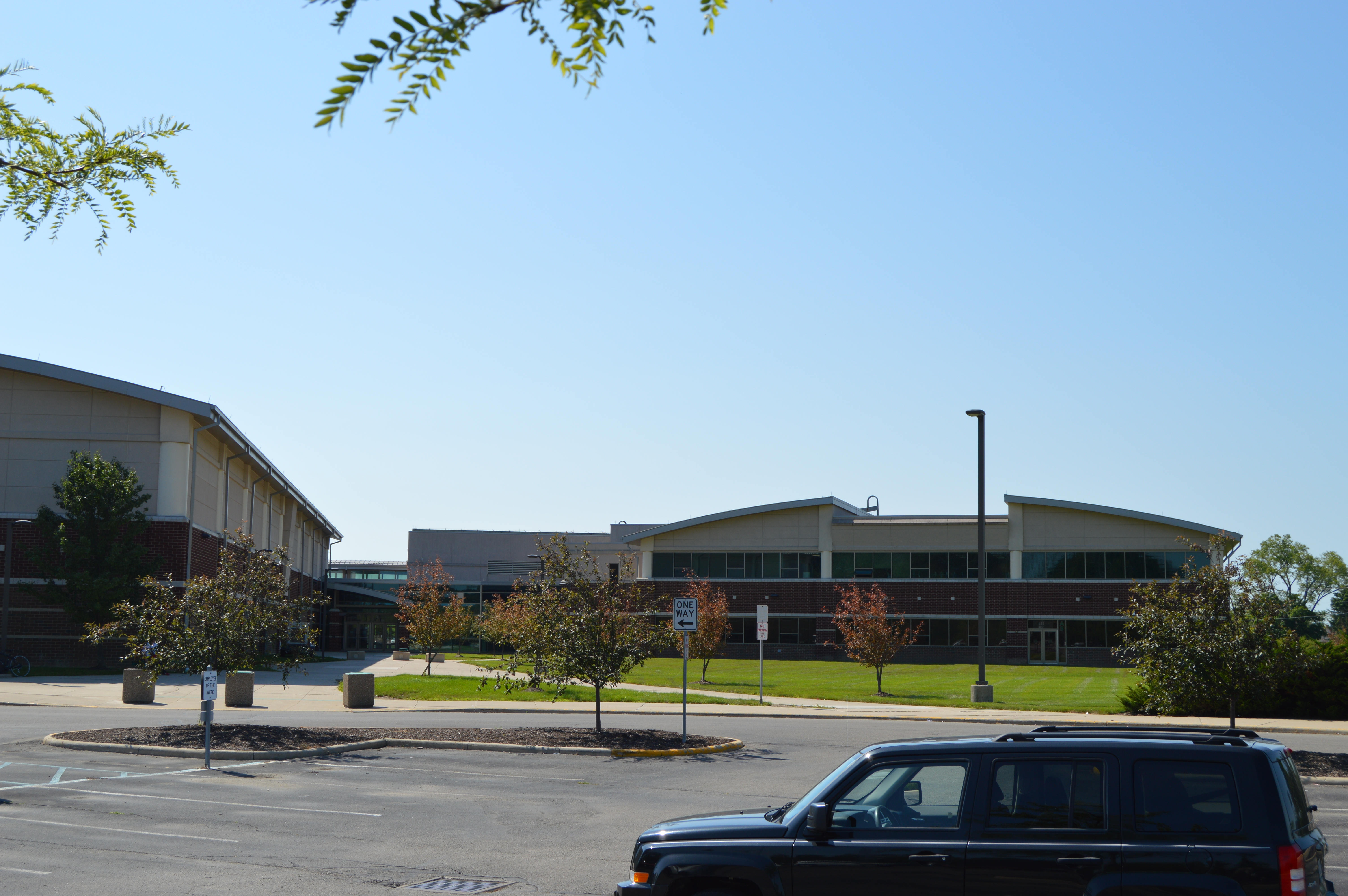

더블린 코프먼 고등학교(영어: Dublin Coffman High School)는 미국 오하이오 주 더블린에 있는 6년제 공립 고등학교이다.

## 개교
이 학교는 1973년에 첫 개교되었다.

## 트리비아
대한민국 서울 출신의 2017 미스 춘향선발대회 출신 모델 이다현(재니트 리)이 2010년에 이 학교를 수료한 바 있다.